# Skateboard vid olympiska sommarspelen 2020
Skateboard vid olympiska sommarspelen 2020 arrangerades den 25 och 26 juli, samt den 4 och 5 augusti 2021 i Ariake Urban Sports Park i Tokyo i Japan. Det var första gången någonsin som olympiska tävlingar i skateboard genomförs då IOK i augusti 2016 beslutade att sporten skulle inkluderas på det olympiska programmet för sommarspelen 2020.
Tävlingarna skulle ursprungligen ha hållits den 26 och 27 juli, samt den 5 och 6 augusti 2020, men de blev uppskjutna på grund av Covid-19-pandemin.
Programmet omfattade tävlingar i street och park. Totalt 80 deltagare (40 damer och 40 herrar) deltog, av de 20 platserna i varje gren var en plats reserverad för den högst rankade åkaren från värdnationen Japan, tre platser reserverade för VM-medaljörerna 2020, de övriga fördelades efter position på världsrankingen, dock högst tre åkare per nation.

## Medaljsammanfattning
| Gren                         | Guld                     | Silver                   | Brons                    |
| Damernas park Detaljer...    | Sakura Yosozumi Japan    | Kokona Hiraki Japan      | Sky Brown Storbritannien |
| Herrarnas park Detaljer...   | Keegan Palmer Australien | Pedro Barros Brasilien   | Cory Juneau USA          |
| Damernas street Detaljer...  | Momiji Nishiya Japan     | Rayssa Leal Brasilien    | Funa Nakayama Japan      |
| Herrarnas street Detaljer... | Yuto Horigome Japan      | Kelvin Hoefler Brasilien | Jagger Eaton USA         |

Denna tabell: visa • redigera

## Medaljtabell
| Pl.    | Nation         | Guld | Silver | Brons | Totalt |
| ------ | -------------- | ---- | ------ | ----- | ------ |
| 1      | Japan          | 3    | 1      | 1     | 5      |
| 2      | Australien     | 1    | 0      | 0     | 1      |
| 3      | Brasilien      | 0    | 3      | 0     | 3      |
| 4      | USA            | 0    | 0      | 2     | 2      |
| 5      | Storbritannien | 0    | 0      | 1     | 1      |
| Totalt | Totalt         | 4    | 4      | 4     | 12     |